# 四間道

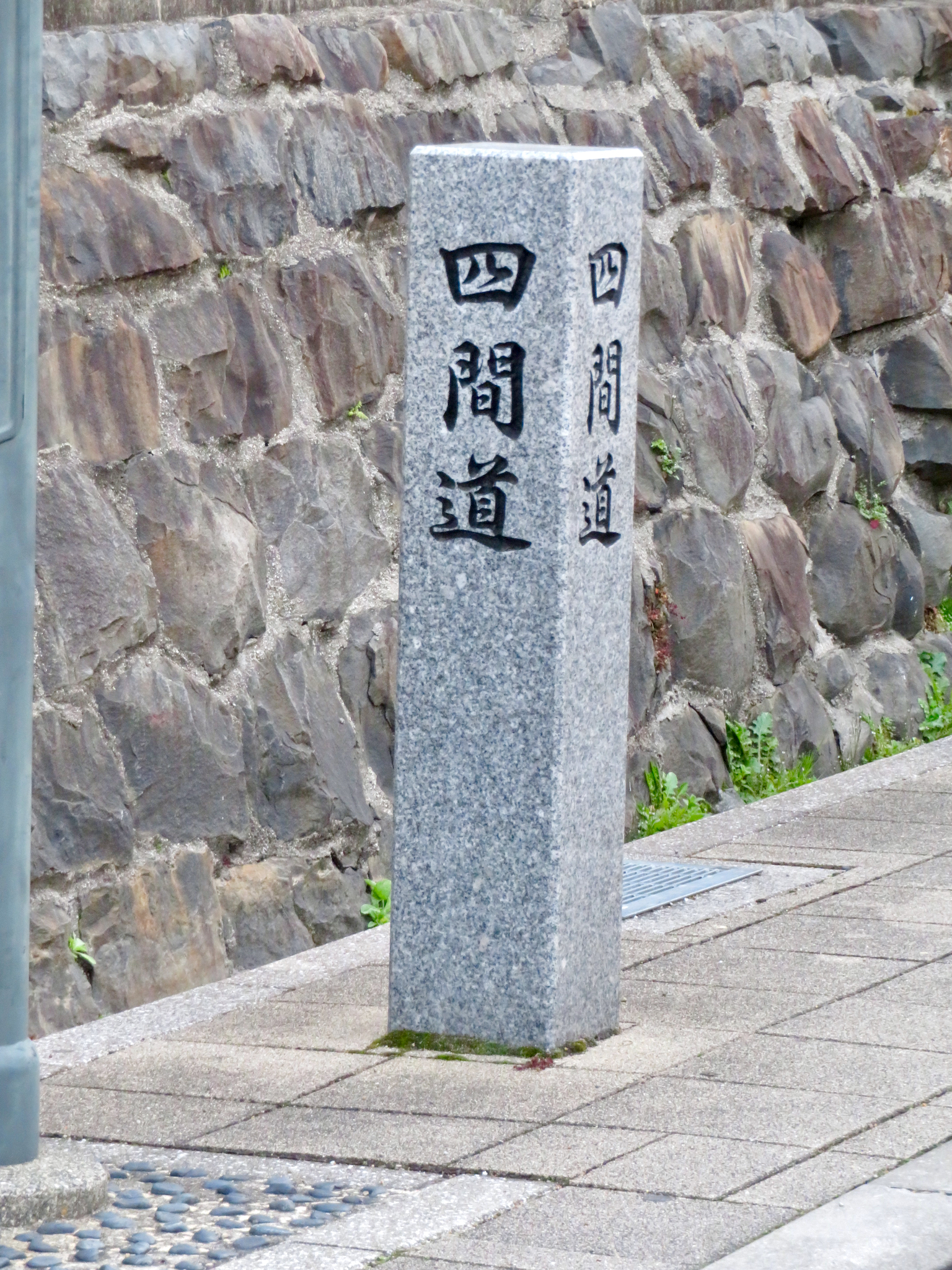
四間道の石碑

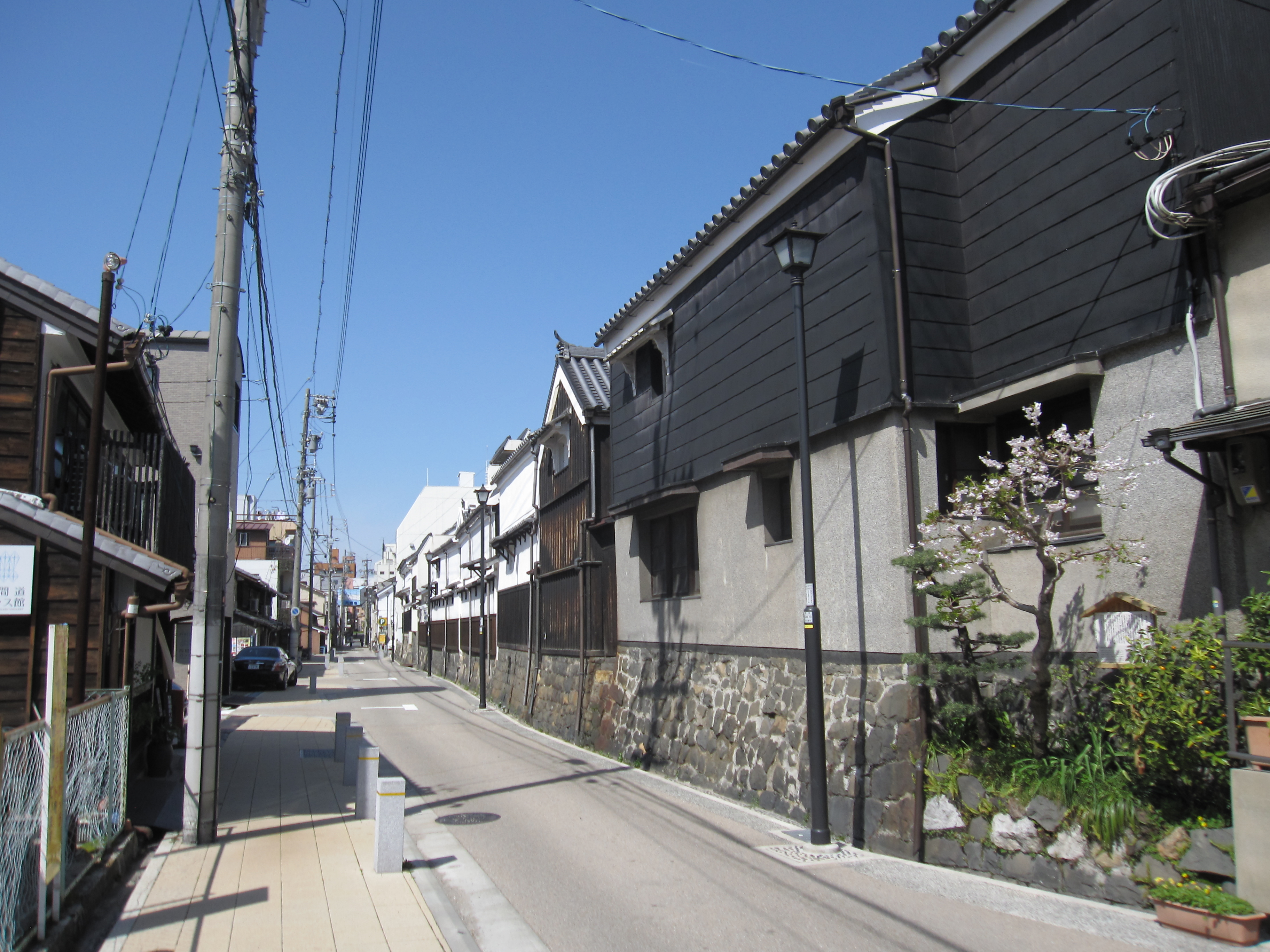
四間道の町並み

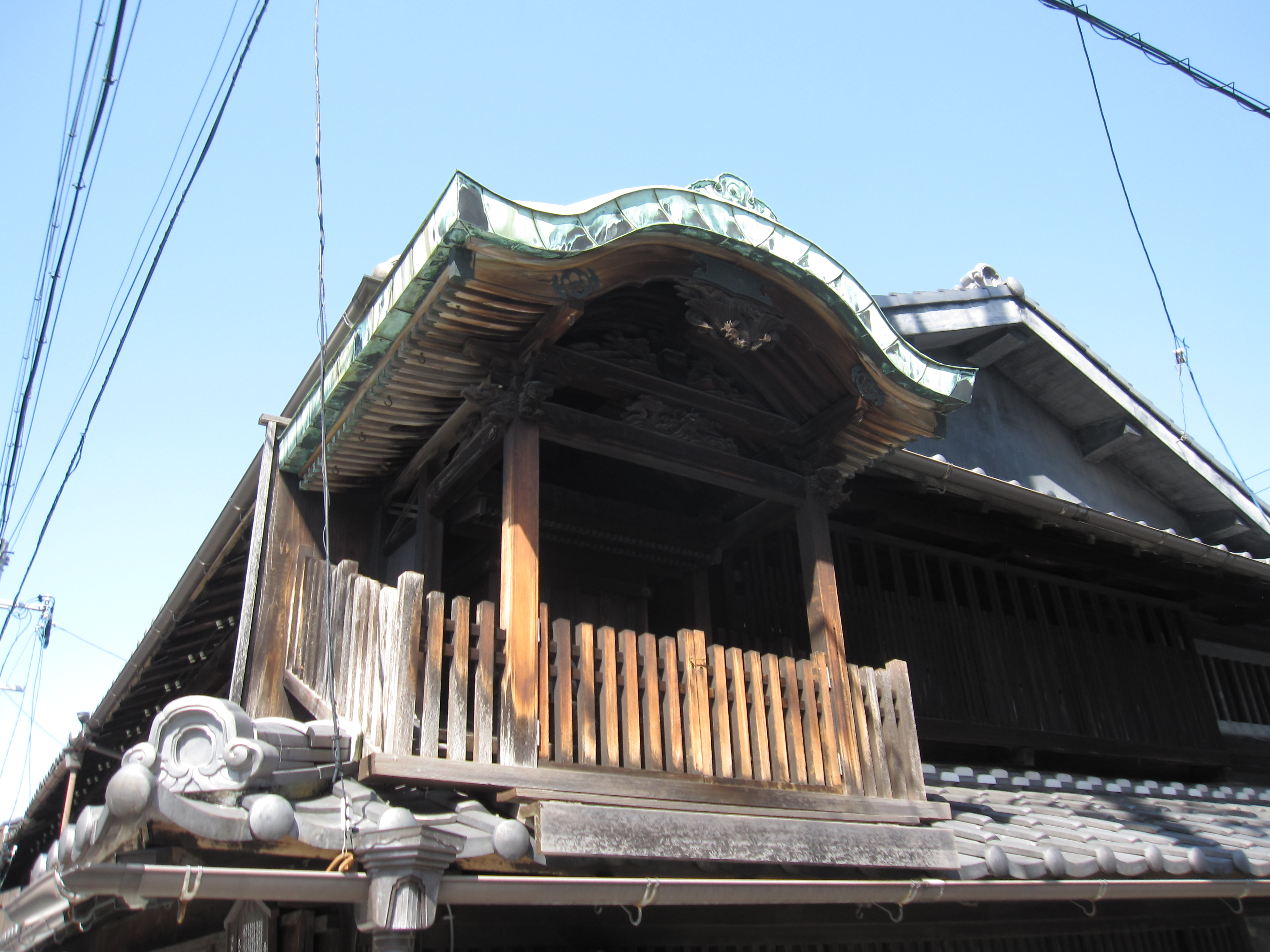
屋根神さま

四間道（しけみち）とは、愛知県名古屋市西区の堀川西側の2本目の通りである。

## 概要
慶長15年（1610年）に名古屋城築城と共に始まった清洲越しにともなって商人達がこの地に住み着いて作られた商人の城下町として始まり、最初の「名古屋」の街の誕生となった。元禄13年（1700年）の大火で1600軒余りが焼失し、その後尾張藩4代藩主徳川吉通は、堀川沿いにある商家の焼失を避けるために、中橋から五条橋までの道幅を4間（約7メートル）に拡張したのが始まりである。
このことから四間道と呼ばれるようになったという。
この通りは、当時の熱田から岐阜へ向かう街道「美濃路」の1つ西側にあり、堀川から数えて西に2本目に当たるものである。
延焼を防ぐ防火壁の機能を持たせるため、尾張藩が通りの東側に石垣の上に土蔵を建てることを奨励したことから、土蔵造りの並ぶ街並みが形成されたとされている。
1945年（昭和20年）の名古屋大空襲時の那古野地区は、被害が比較的少なく破壊を免れた為、四間道には多くの古い町屋や土蔵など古い町並みがそのまま残った。戦後、名古屋市の都市開発などの影響で幾つかの古い町屋や土蔵は取り壊され、マンションや住宅、駐車場になった所があるものの、現在に至るまで多くの白壁の土蔵が連なり、2階に屋根神様が祀られている古い町屋も多く残っている。
この古い街並みが残っていたことから、1986年（昭和61年）6月10日に名古屋市の街並み保存地区に指定された。
元々は、中橋から五条橋までの堀川の西側にある地区を指していたが、南の浅間神社から北の円頓寺商店街のアーケード入口までを名古屋市が街並み保存地区に指定したことから、その保存地区の一帯をさすことが多くなった。
名古屋市の散策コースとして、近くの円頓寺商店街などとともによく取り上げられている。
2007年（平成19年）には那古野界隈の活性化を担って「那古野下町衆（那古衆）」が結成されたほか、2009年（平成21年）には空き家が目立っていた円頓寺商店街と四間道の那古野地区の町作りと空き家対策の活性化を目指して、那古野地区店舗開発協議会（通称ナゴノダナバンク）が発足した。以後、四間道では土蔵や古い町屋が改装され、カフェやレストラン、飲み屋、雑貨屋などに利用されているところも多く、注目のスポットともなっている。

## 沿線・周辺
- 堀川
  - 五条橋
  - 桜橋
- 円頓寺商店街
- 子守地蔵尊

## ギャラリー

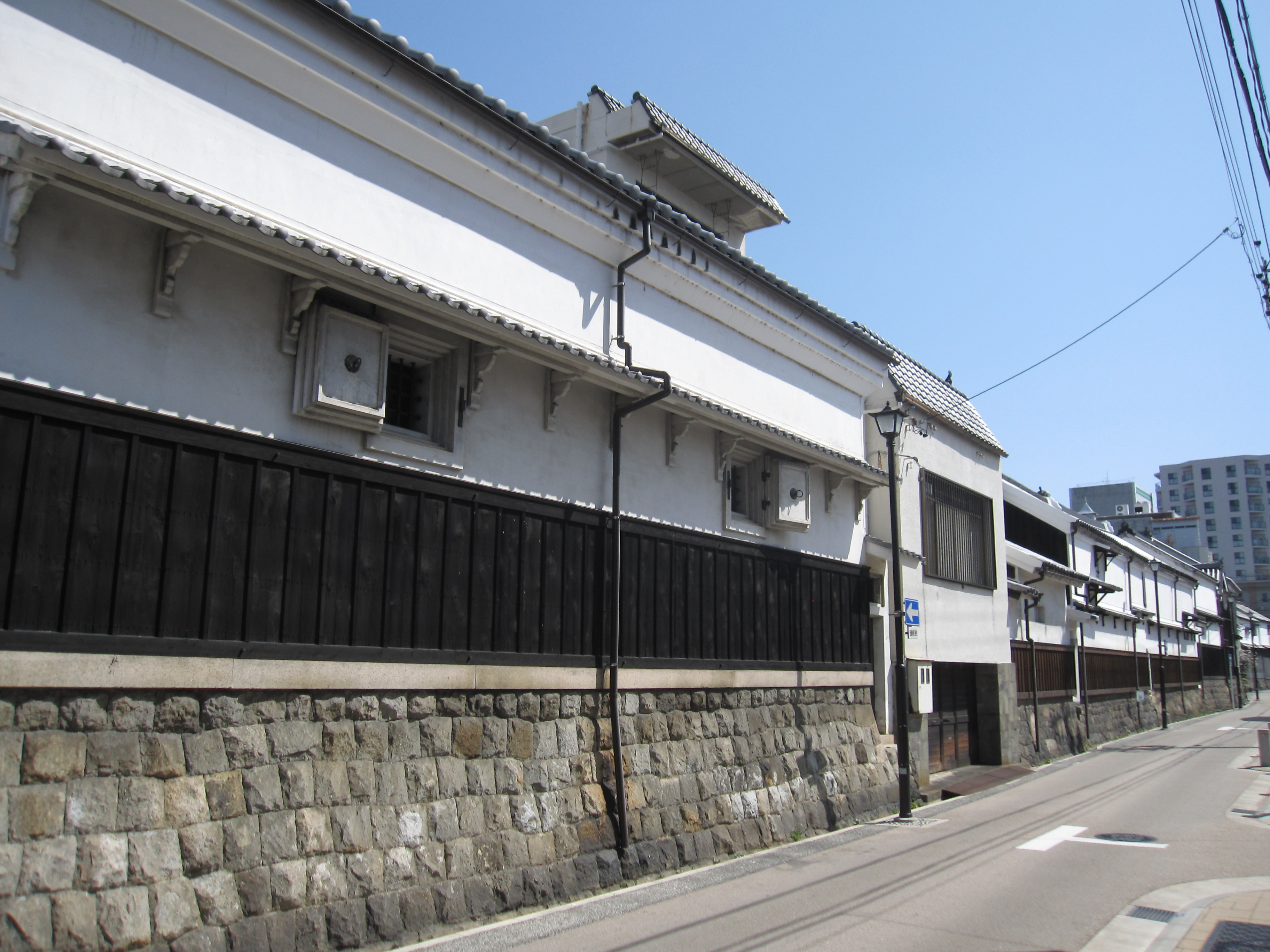
白壁の土蔵
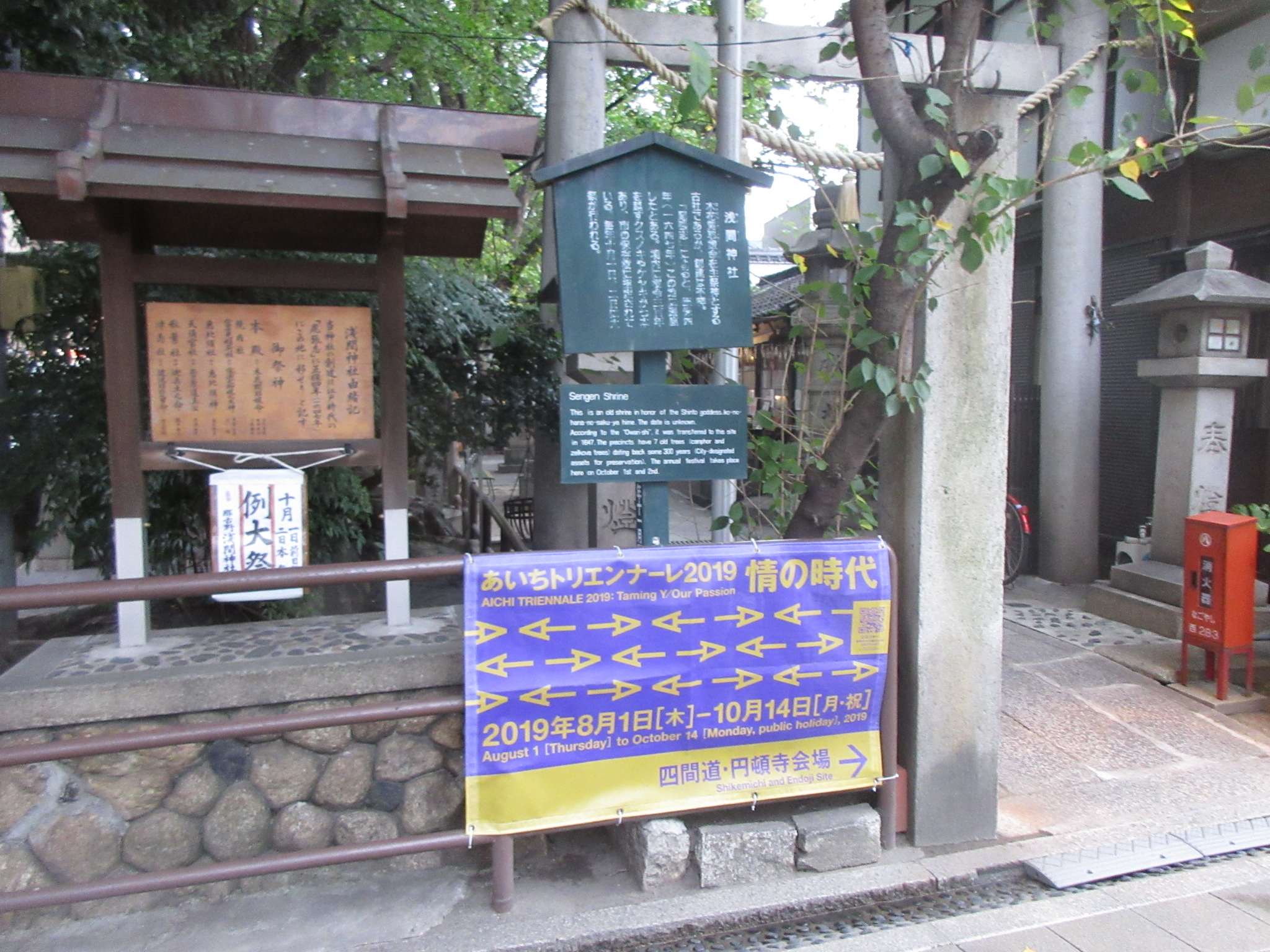
浅間神社

## 最寄り駅など
- 名古屋市営地下鉄桜通線 国際センター駅2番出口より北へ徒歩で約5分。